# Sellana
Sellana  este un oraș în Grecia în prefectura Karditsa.